# Granada (Meta)
Granada – miasto w Kolumbii, w departamencie Meta.